# Kybos acodens
Kybos acodens är en insektsart som först beskrevs av Delong 1931.  Kybos acodens ingår i släktet Kybos och familjen dvärgstritar.
Artens utbredningsområde är Pennsylvania. Inga underarter finns listade i Catalogue of Life.